# Monterubbiano
Monterubbiano är en ort och kommun i provinsen Fermo i regionen Marche i Italien. Kommunen hade 2 167 invånare (2018).